# Michel Carré
Michel Carré, nato Michel Antoine Florentin Carré, (Besançon, 20 ottobre 1821 – Argenteuil, 27 giugno 1872), è stato un librettista francese, che scrisse spesso in collaborazione con Jules Barbier.

## Biografia
Il suo nome è legato a quello di Jules Barbier, con il quale scrisse diversi libretti d'opera per compositori francesi del XIX secolo.
Fra le oltre sessanta opere realizzate dai suoi libretti si ricordano:
- Georges Bizet: Les Pêcheurs de perles prima rappresentazione nel 1863
- Ambroise Thomas: Hamlet (*), Mignon(*) nel 1866
- Charles Gounod: Mireille, Faust (*), Le Médecin malgré lui (*), Romeo e Giulietta (*), Polyeucte

Scrisse anche alcune opere per il teatro come:
- Les Contes d'Hoffmann scritto in collaborazione con Jules Barbier nel 1851. Il libretto dell'opera di Jacques Offenbach fu tratto da questa opera da Jules Barbier nel 1881 dopo la morte di Michel Carré

Una strada di Argenteuil, porta il suo nome.